# African-American Film Critics Association Awards 2014
12. ročník udílení  African-American Film Critics Association Awards předal ceny v těchto kategoriích.

## Vítězové

### Žebříček nejlepších deseti filmů
1. Selma
2. Kód Enigmy
3. Teorie všeho
4. Birdman
5. Belle
6. Pět nejlepších
7. Nezlomný
8. Dear White People
9. Get On Up - Příběh Jamese Browna
10. Black and White

### Další kategorie
- Nejlepší herec: David Oyelowo – Selma
- Nejlepší herečka: Gugu Mbatha-Raw – Belle
- Nejlepší režisér: Ava DuVernay – Selma
- Nejlepší film: Selma
- Nejlepší scénář: Gina Prince-Bythewood – Beyond the Lights
- Nejlepší herec ve vedlejší roli: J. K. Simmons – Whiplash a Tyler Perry – Zmizelá
- Nejlepší herečka ve vedlejší roli: Octavia Spencerová – Black and White
- Nejlepší obsazení: Get On Up - Příběh Jamese Browna
- Objev roku: Tessa Thompson – Dear White People
- Nejlepší nezávislý film: Dear White People
- Nejlepší animovaný film: Škatuláci
- Nejlepší cizojazyčný film: Timbuktu
- Nejlepší hudba: John Legend a Common – Selma
- Speciální ocenění: Donna Langley, Stephanie Allain, Franklin Leonard
- Ocenění Ashley Boone: Debra Martin Chase
- Ocenění Rogera Eberta: Susan King